# Huaxiagnathus orientalis
Huaxiagnathus orientalis es la única especie conocida del género extinto Huaxiagnathus ("mandíbula china") de dinosaurio terópodo compsognátido, que vivió a mediados del período Cretácico, hace 120 millones de años, en el Aptiense, en lo que hoy es Asia. El nombre del género proviene de la unión del vocablo Mandarín Hua Xia, que significa China y del griego gnathus, que significa mandíbula.
Huaxiagnathus fue un pequeño depredador de 1,8 metro de largo, de igual manera es de los compsognátidos más grandes, más largo que Compsognathus y los especímenes más grandes de Sinosauropteryx. Un análisis cladistico ubica a Huaxiagnathus en la parte inferior de Compsognathidae, debido a sus brazos poco especializados.
Hwang et al diagnostican este género por estar diferenciándose del resto de los compsognátidos conocidos en tener un proceso posterior muy largo en el premaxilar que traslapa la fosa anteorbital, una mano de igual longitud que el húmero y del radio combinados, los unguinales manuales grandes I y II que son similares en longitud y el 167% de la longitud del unguinalar III  manual, un primer metacarpiano que tiene un ancho transversal proximal más pequeño que el segundo metacarpiano, y de la presencia de un proceso reducido del olecránon en el cubito.
El holotipo del Huaxiagnathus, CAGS-IG-02-301, fue descubierto en la Formación Yixian parte del Grupo Jehol, en la Villa Dabangou, área de Sihetun, cerca de la ciudad de Beipiao, en el oeste de Liaoning, China. Este espécimen consiste en un esqueleto casi completo al cual le falta el extremo de la cola. Un segundo espécimen, NGMC 98-5-003, de la misma formación, se dañó durante los trabajos de laboratorio, quedando inutilizado para holotipo.

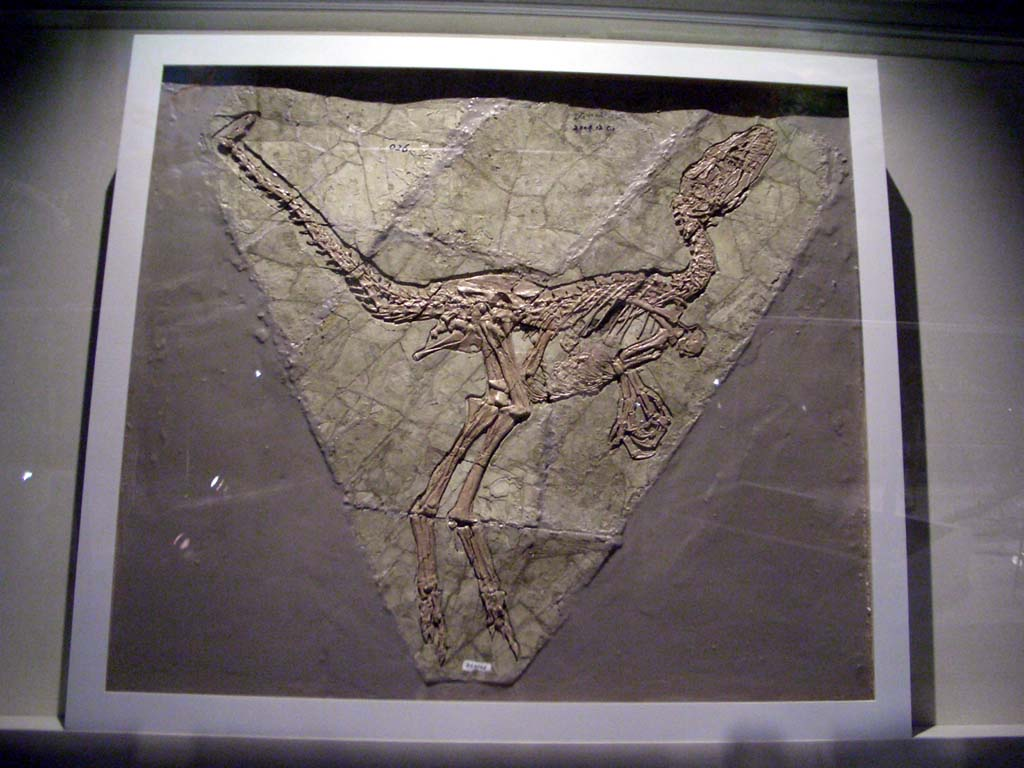
Fósil del Huaxiagnathus orientalis
Diagrama a escala de los dos especímenes conocidos con un humano, el holotipo en verde.
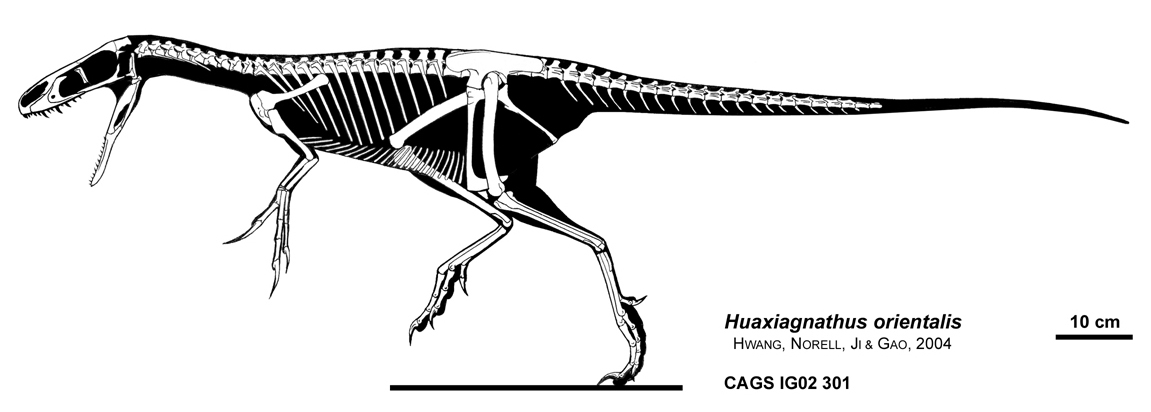
Diagrama esquelético del holotipo